# Hettmecke
Die Hettmecke ist ein 6 km langer und linker Nebenfluss der Heve, der vollständig im Gebiet der zum  nordrhein-westfälischen Kreis Soest gehörenden Stadt Warstein verläuft.

## Geographie

### Verlauf
Die Hettmecke entspringt im Arnsberger Wald an der Nordflanke des Neuen Berges auf einer Höhe von 453 m ü. NHN. Das Quellgebiet liegt in unmittelbarer Nähe der Landesstraße 735. In überwiegend nördliche Richtungen abfließend mündet der Bach ohne Ortschaften zu durchfließen auf 291 m ü. NHN in die Heve.

### Einzugsgebiet und Zuflüsse
Das etwa 6,252 km² große Einzugsgebiet wird über Heve, Möhne, Ruhr und Rhein zur Nordsee hin entwässert.
Der Hettmecke fließen von den Hängen der umliegenden Berge zahlreiche kurze Nebenflüsse zu. Längster Nebenfluss ist die 2,6 km lange Sertmecke. Im Folgenden werden die Nebenflüsse der Hettmecke aufgeführt, wie sie im Gewässerverzeichnis NRW verzeichnet sind.
| Name              | Stat. in km | Lage   | Länge in km | GKZ       |
| ----------------- | ----------- | ------ | ----------- | --------- |
| Drüppelsiepen     | 3,463       | rechts | 1,4         | 2762652 2 |
| Krähenbruchsiepen | 2,626       | links  | 1,1         | 2762652 4 |
| Sertmecke         | 1,339       | links  | 2,6         | 2762652 6 |